# Provinz Alicante
Die an der spanischen Levanteküste gelegene Provinz Alicante (valencianisch und katalanisch Alacant) ist eine zur Region bzw. autonomen Gemeinschaft Valencia (Comunidad Valenciana) gehörende Provinz. Sie hat 1.991.259 Einwohnern (Stand: 2024). Hauptstadt ist die Stadt Alicante.
Zu den wichtigsten Städten der Provinz gehören neben der Hauptstadt unter anderem Elche, Torrevieja, Orihuela, Villena, Villajoyosa, Benidorm, Altea, Alcoy, Jávea und Dénia, die nördlichste Stadt der Provinz. Die Mittelmeerküste der Provinz ist bekannt als Costa Blanca („Weiße Küste“).
Die Provinz ist mit 130 Stellen das Zentrum der Felsmalereien in der spanischen Levante.

## Verwaltungsgliederung

### Comarcas

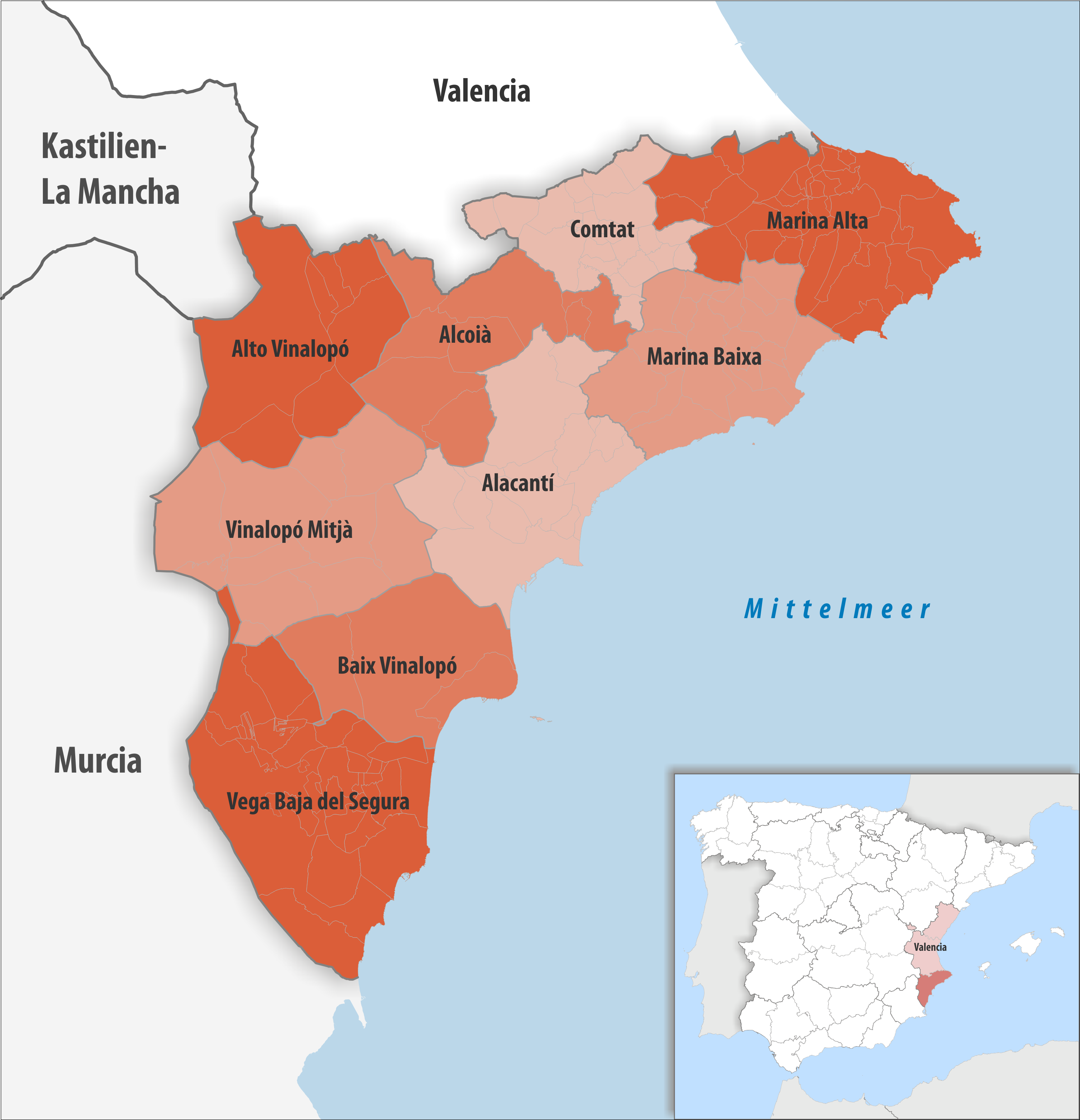
Comarcas in der Provinz Alicante

| Comarca              | Gemeinden | Einwohner (2024) | Fläche km² | Dichte Einw./km² | Hauptort    |
| -------------------- | --------- | ---------------- | ---------- | ---------------- | ----------- |
| Alacantí             | 10        | 521.244          | 674,65     | 773              | Alicante    |
| Alcoià               | 8         | 113.682          | 539,66     | 211              | Alcoy       |
| Alto Vinalopó        | 7         | 53.315           | 644,63     | 83               | Villena     |
| Baix Vinalopó        | 3         | 312.269          | 489,21     | 638              | Elche       |
| Comtat               | 24        | 28.337           | 377,78     | 75               | Cocentaina  |
| Marina Alta          | 33        | 195.133          | 758,76     | 257              | Dénia       |
| Marina Baixa         | 18        | 202.817          | 578,54     | 351              | Villajoyosa |
| Vega Baja del Segura | 27        | 390.228          | 957,22     | 408              | Orihuela    |
| Vinalopó Mitjà       | 11        | 174.234          | 797,78     | 218              | Elda        |
| Provinz Alicante     | 141       | 1.991.259        | 5.818,23   | 342              | Alicante    |

## Gerichtsbezirke

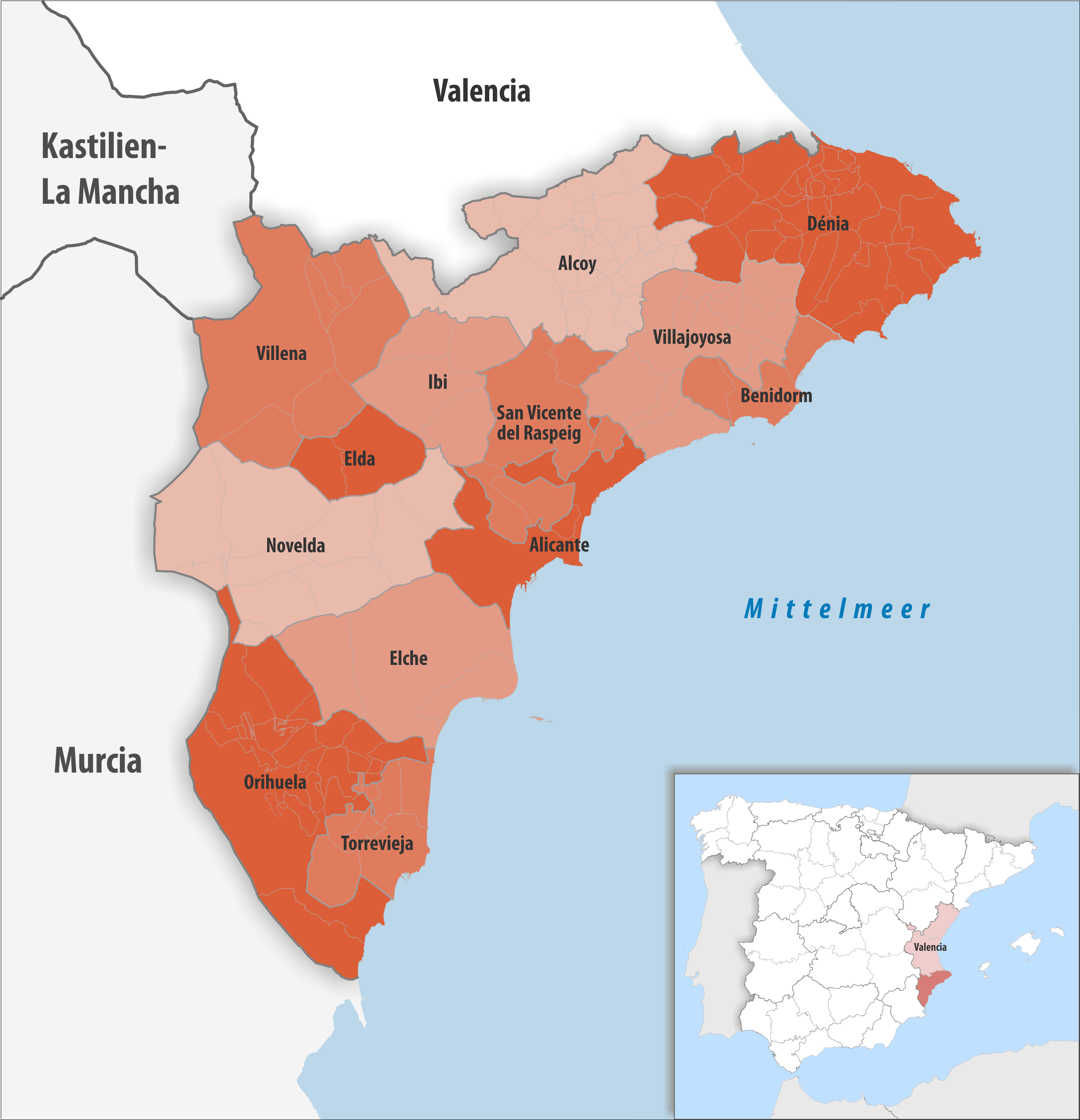
Gerichtsbezirke in der Provinz Alicante

| Gerichtsbezirk          | Gemeinden | Einwohner (2024) | Fläche km² | Dichte Einw./km² | Hauptquartier           |
| ----------------------- | --------- | ---------------- | ---------- | ---------------- | ----------------------- |
| Alcoy                   | 28        | 96.425           | 621,53     | 155              | Alcoy                   |
| Alicante                | 3         | 415.238          | 267,49     | 1.552            | Alicante                |
| Benidorm                | 4         | 128.138          | 134,68     | 951              | Benidorm                |
| Dénia                   | 33        | 195.133          | 758,76     | 257              | Dénia                   |
| Elche                   | 3         | 312.269          | 489,21     | 638              | Elche                   |
| Elda                    | 2         | 87.894           | 149,88     | 586              | Elda                    |
| Ibi                     | 4         | 45.594           | 295,91     | 154              | Ibi                     |
| Novelda                 | 10        | 91.447           | 714,64     | 128              | Novelda                 |
| Orihuela                | 21        | 244.023          | 749,59     | 326              | Orihuela                |
| San Vicente del Raspeig | 6         | 100.899          | 340,52     | 296              | San Vicente del Raspeig |
| Torrevieja              | 6         | 146.205          | 207,63     | 704              | Torrevieja              |
| Villajoyosa             | 14        | 74.679           | 443,86     | 168              | Villajoyosa             |
| Villena                 | 7         | 53.315           | 644,63     | 83               | Villena                 |
| Provinz Alicante        | 141       | 1.991.259        | 5.818,23   | 342              | Alicante                |

## Größte Orte
Stand: 2024
| Valencianischer Name    | Spanischer Name         | Einwohner |
| ----------------------- | ----------------------- | --------- |
| Alacant                 | Alicante                | 358.720   |
| Elx                     | Elche                   | 243.128   |
| Torrevella              | Torrevieja              | 94.803    |
| Oriola                  | Orihuela                | 83.720    |
| Benidorm                | Benidorm                | 74.663    |
| Alcoi                   | Alcoy                   | 60.372    |
| Sant Vicent del Raspeig | San Vicente del Raspeig | 60.269    |
| Elda                    | Elda                    | 53.818    |

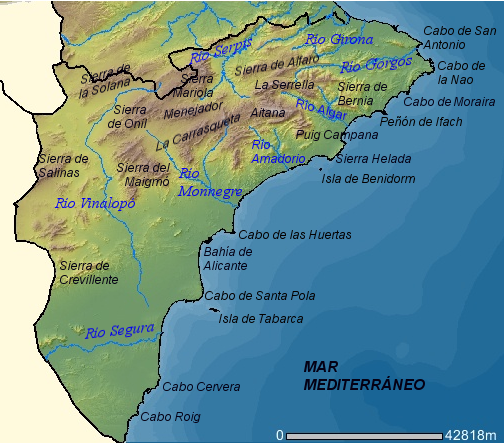
Physische Karte der Provinz Alicante

Kleinste Gemeinde ist Tollos mit 38 Einwohnern.

## Feste und Feiertage
- Mauren und Christen von Alcoy
- Hogueras de San Juan
- Misterio de Elche
- Moros y Cristianos